# Nihoa vanuatu
Nihoa vanuatu är en spindelart som beskrevs av Raven 1994. Nihoa vanuatu ingår i släktet Nihoa och familjen Barychelidae. Inga underarter finns listade i Catalogue of Life.